# Murina suilla
Murina suilla är en fladdermusart som först beskrevs av Coenraad Jacob Temminck 1840.  Murina suilla ingår i släktet Murina och familjen läderlappar. IUCN kategoriserar arten globalt som livskraftig. Inga underarter finns listade i Catalogue of Life. Wilson & Reeder (2005) skiljer mellan två underarter.

## Utseende
Arten blir 33 till 60 mm lång (huvud och bål) och den 26 till 45 mm långa underarmar. Fladdermusen väger 3 till 5 g. Pälsen har på ovansidan en mörk brungrå färg och vid buken är pälsen vitaktig. Även flygmembranen har en brun färg. Allmänt liknar Murina suilla de andra arterna i samma släkte som kännetecknas av rörformiga näsborrar och avsaknaden av hudveck (blad) vid näsan. Den broskiga fliken i örat (tragus) är väl utvecklad.

## Utbredning och habitat
Denna fladdermus lever i Sydostasien på södra Malackahalvön, på Borneo, på Sumatra, på Java och på några av Mentawaiöarna. Arten vistas i låglandet och i bergstrakter upp till 1540 meter över havet. Habitatet utgörs främst av skogar. Vissa individer fångades i bananodlingar och i storstäder.

## Ekologi
Individerna är aktiva på natten och de jagar troligen insekter. För navigationen och antagligen för att hitta föda använder de ekolokaliseringen. Andra arter av samma släkte vilar i lövansamlingar och i grottor. Vanligen flyger Murina suilla tätt över marken.
En upphittad hona var dräktig med två ungar och troligen förekommer även kullar med en unge. Hos nära besläktade arter blir hanar och honor könsmogna efter ett år.